# Бугутський напис

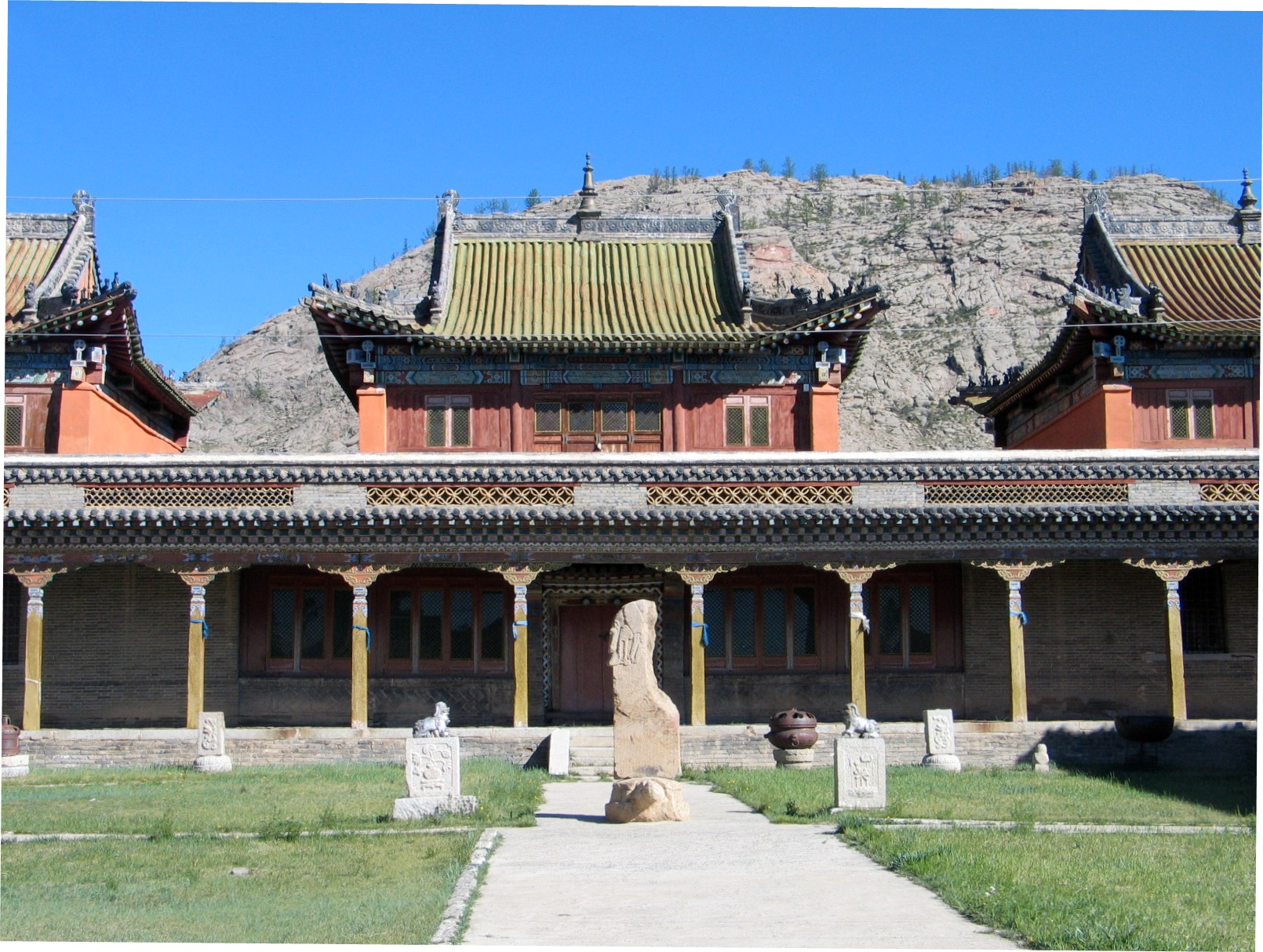
Бугутський напис, датований 584 р. н. е., який поміщений перед монастирем Заїн Геген (збудованим у 1631 р.) у Цецерлезі, Монголія

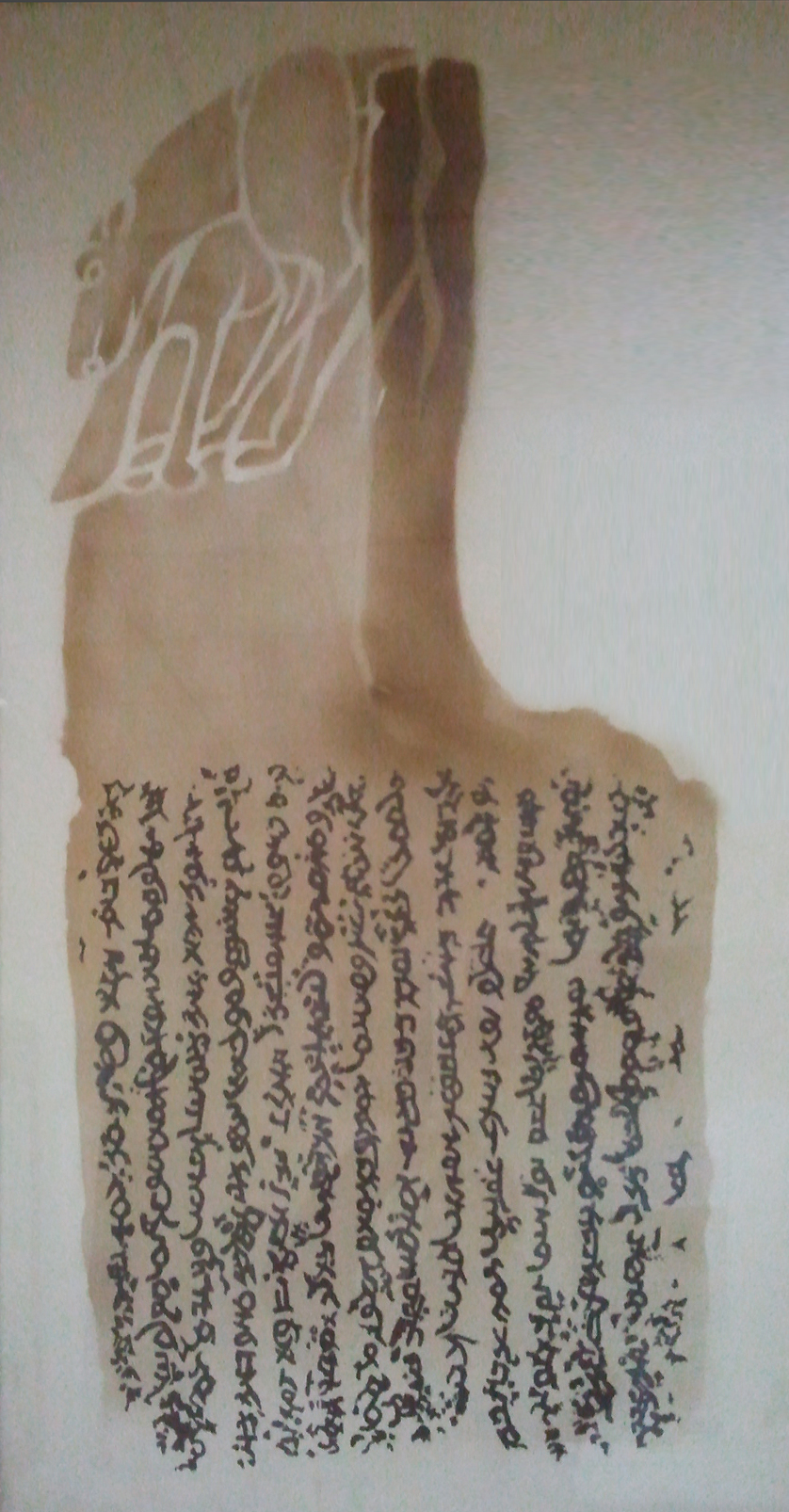
Согдійський текст Бугутського напису, що стирається

Бугутський напис — пам'ятка давньотюркського листа VI—VIII ст. Знайдена в долині річки Ханіугол, за 10 км від поселення Бугут у Монголії. Уперше досліджено у 1956 археологом Дж. Доржсурен. Зберігається в Архангайському музеї.
Напис зроблений двома мовами: согдійською та жужанською. Согдійський варіант розповідає про події перших 30 років існування Тюркського каганату, що містить багатий лінгвістичний матеріал.

## Согдійський напис
Текст фрагментів.
Б I:
1 [7-8 букв](…) ywkh 'wsťt δ'r'nt tr-'wkt c(yns?)t(n) kwts'tt 'γšy-wn'k
«… стелу (?) встановили тюрки (при) государі Китаю (?) Kwts'tt»
2 [12-14 букв] (δ'r'nt?) […] …wn trwkc βγy (nw-)r γ'γ'n 'wsk-wp'r ckn'cw mγ' (w) [n]
«…. вони(?)…, тюркський пан Н. вар-каган надалі („далі звідти“) весь(?)»
3 [2-3 букви] (rt?) [10-11 букв]tw(t..) w'(r?)t 'HRZY nwk(r 'YΚ βγy mwγ'n γ'γ'n 'PZY βγy mγ 'nt(y)k(y)n
«…. він вступив (?). І ось потім, коли пан Мухан-каган та пан Махан-тегін»
4 [3-4 букви] (nwkr? [6-8 букв] r(ty) k'w 'wrt(s'r) p(rm) prw 'nγťk 'βc'npδ 'swšwy-'ntt wm'(t) ['nt]
«…. і (з того часу і) надалі вони були рятівниками для всього світу»
5 [3-4 букви](t) [18-20 букв](…t 'HRZY n)wkr cy-w'nt py-štrw βγy m[ ]
«…. і потім, після цього, пан М ……….»
Б ІІ:
1 [10-12 букв](.ypr) [8-9 букв] (..'t.)[8-10 букв](..t?) k'w βγw s'r pwr-sty rty nw(kr pt?) [3-4 літери]"….. він питає у бога. І ось………….."
2 [10-12 букв](….'k) [8-10 букв](βγt…)[8-10 букв](.r?)k š'δpyt tr-γw'nt γwr-γ 'p('y-)nt tw-δwnt (γ'n?)[3-4 літери]
«…… шадпит(и), тархвани, куркапини, тудуни….»
3 [12-14 букв] (βγy? ….)[4-6 букв] (puštrw?) […] (wt..) nwy γwy-štr 'ḤΥ mwγ'n γ'γ'n pr 'yt rt(y ….)
(139/140)
«…. пан(?) … потім … (як) нового старшого (його брат Мухан-каган був наданий. І …..»
4 [8-10 букв] (βγy? …. γ'γ'n?) [4-5 букв] k(m)pw (…t δ'rt?) […](k) [n'β](cy)h šy-r'k p'rtw δ'rt rt ms 'kδry tγw βγy mγ'(n) [tykyn] "…. пан(?) ……. -каган(?) ……, він мало (?) ……, він добре вигодував [народ]. І також тепер ти, пане Махан-тегін?], "
5 [14-16 букв](tw δ'rt rty? ……………. t…) [6-8 букв] rty 'pw 'nγwncy-δ γšy' -ny n'β(c)yh p'r rty nw(k) [r …]
«…він …і … І вигодуй народ без такого государя. І ось …»
6 [18-20 букв](..)[6-7 букв](t)[..] (pr'yt?) [6-8 букв] (sγ)wn ptγwštw δ'rt rty γr-(γwš) k srδy(s/t'c?)w(nt.)[…]
«….. йому було надано (?) … Він прислухався до цих слів і в рік Зайця …»
7 [10-12 букв](tw δ)['rt(?) rty ….] (srδ)[y?….] k'w βγy-št s'r pwrst rty py-štrw š' δpyt trγw['nt]
«… він …, (і) на рік…… Він спитав у богів. І потім шадпит(и), тархв[ани]»
8 [14-16 букв](t k…)[12-14 букв]('?)δtw δ'rt rty nwkr βγy βmyn γ'γ'n p'δy (w'š?)t
«…….. він……….. І тоді пан Бумин-каган вступив на престол?)»
9] (. prm't?) δ'rt (kt? …) βγy t'sp'r γ'γ'n wsn RBk […] «…. наказав(?), щоб …. пан Таспар-каган заради великого….»
10 ] ('mw?) prm'n (prm'y-t ZY?) RBkw nwh snk' 'wst rty ΎΚ nw(kr?)
«….. він наказує: „Заснуй велику нову сангху!“. І ось коли»
11 ] (···) rty βγy t('sp'r) γ'γ'n tn('γ)t 'cw npyšnt cw krnw('ncy'k?)[h]
«….. і пан Таспар-каган був засмучений — чи є хтось із онуків, хто мав би здібність».
12 ](…) cw γwrγ('p'y-)nt'(ΡΖΥ) wkwrt cw n'βcy'kh ('sťt) «…. чи є хтось (із) к̣урк̣апинів, родичів, (з усього) народу»
13 ](…) β'r'k 'sp'δy'n (wr'yt?) '(y)t myδ ('nβγt?) δ'r'nt «…. (і) кінний воїн розділили видобуток (?) (в) той день»
14 ](ptγwš) tw δ'rt ('HRZ-Y cy-w'nt) pyštr-w (…) «…. він (цим словам) прислухався і після цього …»
15 ](…t δ'r?)t rty c'n'w δw' γšy-wnk «він…. І як два государі»
16 ](…. šyr'k) βrtpδ m't'nt r(t)y «…. вони були дуже освіченими. І»
17 ](…. n'βcy'kh?) p'(r? ….'n) sp'δy-(')n (..) «….. народ вигодуй!»…… воїн …"
18 ]ptskw't δ'rt (……….) [ ]
«….. він звернувся …….»
19 ](….) δw' šyr (γw'z)tw m'[ťnt]
«……. обидва вони були друзями…………»
Б ІІІ:
1 ] (.)[8-9 букв](.k? šy)r'k krt(k) ['krtw?] (δ)'rt rt[y
«…… він зробив [багато] добрих справ. І …………»
2 ](.)[9-10 букв] (wr)δ šyr'k (šy)r'k krt(k) βry-(n)['nt?]
«….. там дуже (або „багато“) добрі справи вони вихваляли (?)…»
(140/141)
3 ](..t ..kr 'cw?) [n'β] (c)yh mrt (γm)'k 'sťt 'HRZ-Y (βγy m?) [ ]
«…. чи є якась людина (в) народі, (хто зміг би)…..)? Потім пан М»
4 ]('HRZ-Y? β..) [3-4 літери](š/γ)t (nws) (.) wk' trγw'n 'Ύ-Κ (m)γ(')[n tykyn(?)]
«……. потім…. [Б] ука-тархван, коли Маха [н-тегін?]»
5 ] [Слабкі сліди зруйнованих букв]